# Тамара Зиданшек
Тамара Зиданшек (Постојна, 26. децембар 1997) словеначка је тенисерка.
Најбољи пласман на ВТА листи у појединачној конкуренцији јој је 56 место од дана 22. јула 2019. године. У каријери је освојила три турнира у конкуренцији парова.
На гренд слем турнирима, најбољи резултат у појединачној конкуренцији јој је полуфинале на Отвореном првенству Француске 2021. године.